# Himertosoma uchidai
Himertosoma uchidai là một loài tò vò trong họ Ichneumonidae.